# Rhadinomphax frondinata
Rhadinomphax frondinata là một loài bướm đêm trong họ Geometridae.